# Комсомольський (Топкинський округ)
Комсомо́льський (рос. Комсомольский) — селище у складі Топкинського округу Кемеровської області, Росія.

## Населення
Населення — 139 осіб (2010; 208 у 2002).
Національний склад (станом на 2002 рік):
- росіяни — 92 %